# Patuline
La patuline est une mycotoxine synthétisée dans certaines conditions métaboliques par diverses espèces de champignons microscopiques, principalement par des moisissures, d’Aspergillus sp., et de Penicillium sp. se développant notamment sur des céréales, des légumineuses ou des fruits.
La présence de patuline n'est pas décelable au goût, ni à l'odeur. Seule l'analyse peut la mettre en évidence. Les jus de fruits contaminés n'ont ni goût particulier, ni modification d'aspect.
La patuline est une molécule de faible poids moléculaire (< 1000 Da), thermo-stable en milieu non aqueux et difficilement dégradable. On ne sait pas la détruire sans altérer la qualité organoleptique des aliments.
Elle est toxique à faible dose sur les animaux à sang chaud et l'homme. Les alcools forts n'en contiennent plus. La transformation d'alcools à faible degré d'alcool en vinaigres détruit également la patuline, mais celle-ci n'est pas détruite par la pasteurisation.

## Terminologie
Cette mycotoxine fongique a porté de nombreux noms (expansine, clavacine, claviformine, clavatine, mycoin C3, pénicidine), car elle a été isolée (dans les années 1940) par différents laboratoires et chercheurs qui ne pouvaient alors savoir qu'il s'agissait de la même molécule. Elle était trouvée parmi les substances surnageantes des cultures de différentes espèces d'Aspergillus et de Penicillium.

## Sources

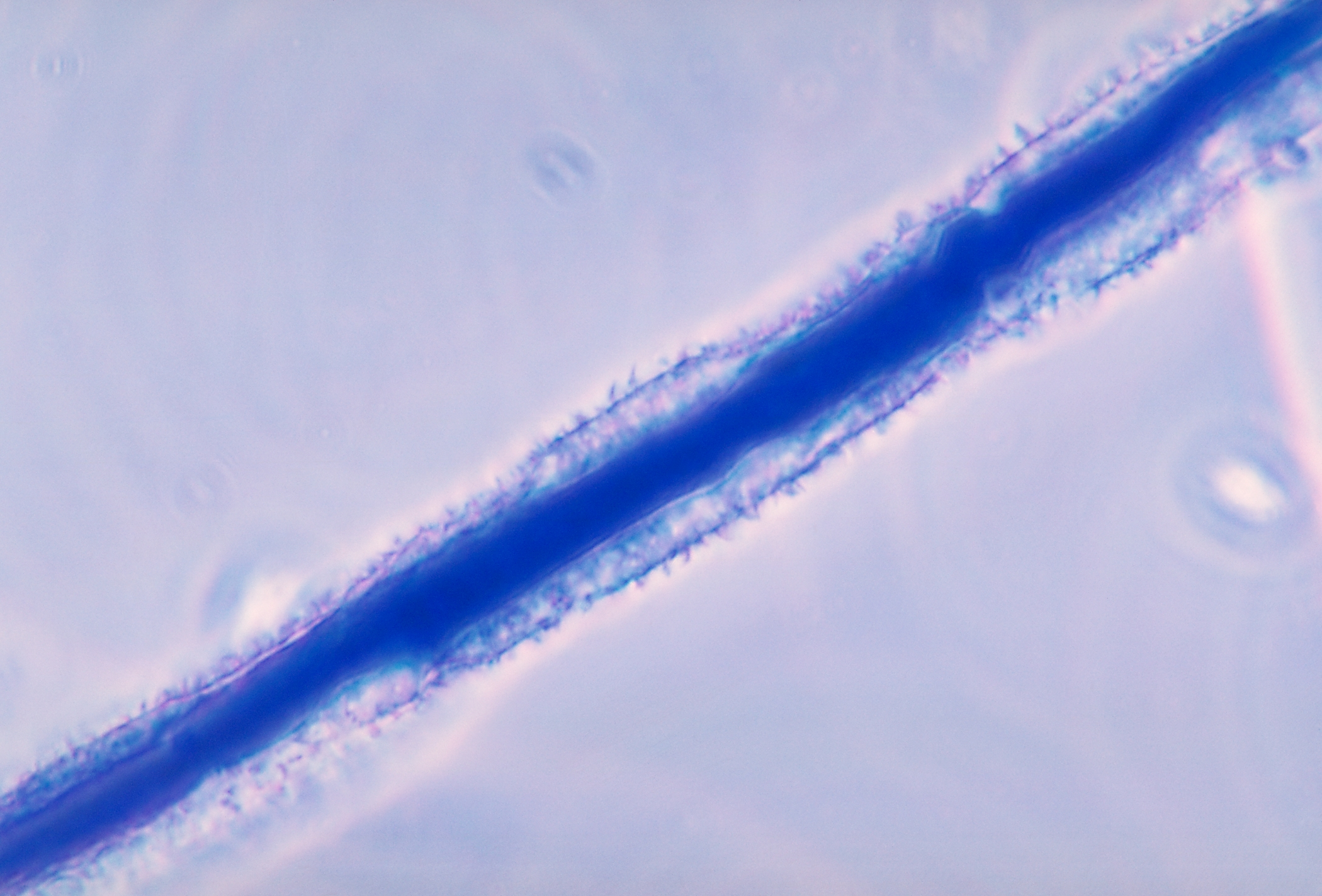
Aspergillus flavus est l'une des moisissures (ici vue au microscope) capable de produire la patuline

Elle peut être produite par divers champignons (moisissures) dont au moins :
- Des Penicillium : Penicillium patulum (syn. Penicillium griseofulvum, Penicillium urticae), Penicillium expansum (responsable de la (« pourriture bleue des pommes ») produisant un contaminant commun des Maloideae (pommes, poires, coings) et source de pertes financières et de risque sanitaire importants, en tant que premier contaminant des jus de fruits, compotes, cidres et autres sous-produits de la pomme. Il contamine aussi diverses cultures maraîchères et arboricoles), Penicillium glandicola (Syn. Penicillium granulatum), Penicillium vulpinum (Syn. Penicillium claviforme), Penicillium paneum, Penicillium carneum...) ;
- Des Aspergillus (Aspergillus clavatus, Aspergillus giganteus, Aspergillus terreus souches IMI 017294, IMI 016043...) ;
- Des Byssochlamys (Byssochlamys nivea - qui contamine fréquemment les ensilages -, Byssochlamys fulva...).

Elle a été signalée comme produit par des parasites lenticellaires ou des moisissures se développant à l'intérieur du fruit sans symptômes externes visibles. Des maladies du cœur du fruit ou une altération des pépins pourraient aussi en être des sources directes ou indirectes.
Deux espèces de Penicillium (P. paneum, P. carneum) phylogénétiquement proches parents du Penicillium roqueforti qui produit le fromage Roquefort produisent de la patuline en condition normale, mais non dans les conditions où le roquefort est fabriqué, probablement parce que le support est alors trop pauvre en glucides et trop riche en protéines et probablement pour d'autres raisons encore mal comprises.

## Rémanence
La patuline, comme d'autres mycotoxines, peut subsister des années dans les denrées et leurs sous-produits, même après l'élimination des moisissures par un fongicide ou par traitement mécanique.

## Impacts économiques, produits touchés
La patuline produite par des Aspergillus ou d'autres moisissures (Penicillium..), est trouvée sur le blé, maïs, luzerne, soja, avoine, riz, et donc dans les ensilages destinés aux animaux, mais aussi sur des fruits tels que des abricots, bananes, pêches, raisins (et jus de raisin et vin), mais surtout sur les pommes et leurs sous-produits.

## Risques pour l'homme
À partir d'une certaine dose (faible), ils se manifestent par des lésions congestives au niveau des poumons, des reins et de la rate ; mais accessoirement, la patuline provoque une dégénérescence des neurones du cortex cérébral, d'où peuvent résulter divers symptômes nerveux (dont paralysie).

## Risques pour l'animal
La patuline induit une hyperkératose chez certaines espèces d'élevage (bovidés et porcins).

## Risques pour l'écosystème
Le rejet de produits contaminés dans l'environnement, ou l'entretien de conditions favorisant la production de patuline (dystrophisation) pourrait affecter certaines espèces ou groupes d'espèces.

## Normes
Une limite de 25  ou   50 µg/kg est proposée comme une norme obligatoire dans la plupart des pays. En 2023, la Commission européenne a fixé des teneurs limites admissibles variant de 10 µg/kg à 50 µg/kg en fonction du type de produits :
- maximum 50 µg/kg dans les jus et nectars de fruits (à base de concentré ou pas) ainsi que dans les « boissons spiritueuses, cidre et autres boissons fermentées produites à partir de pommes ou contenant du jus de pomme » ;
- maximum 10 µg/kg pour les « aliments pour bébés » et les « jus de pomme et produits à base de morceaux de pomme destinés aux nourrissons et enfants en bas âge »,
- et maximum 25 µg/kg pour les autres « produits à base de morceaux de pomme mis sur le marché pour le consommateur final ».

## Prévention et décontamination
Limiter les moisissures en amont est la meilleure prévention, de même que l'élimination stricte de produits moisis ou dégradés des filières de production de jus de fruit.
On a noté que des souches de B. fulva naturellement démunies de deux gènes critiques pour la biosynthèse de la toxine ne pouvaient pas la produire,.

## Méthodes analytiques
La détermination de la concentration de la patuline dans les matrices alimentaires est effectuée par chromatographie en phase liquide à haute performance (HPLC). Afin d'obtenir un résultat d'analyse fiable, il est nécessaire d'utiliser un prétraitement d'échantillons qui permet l'extraction et la purification de la patuline de ces matrices complexes. Ce prétraitement d'échantillons est notamment effectué par extraction en phase solide (SPE) utilisant la technologie des polymères à empreinte moléculaire. Plusieurs protocoles de purification ont été développés pour ces matrices  (aliments à base de pommes notamment pour les bébés…).